# Taugl (Hintersee)
Taugl är ett vattendrag i Österrike. Det ligger i förbundslandet Salzburg, i den centrala delen av landet, 240 km väster om huvudstaden Wien. Taugl ligger vid sjön Hintersee.
I omgivningarna runt Taugl växer i huvudsak blandskog. Runt Taugl är det ganska tätbefolkat, med 83 invånare per kvadratkilometer.